# 塞莉亚·桑切斯
塞利亚·桑切斯·曼杜莱（西班牙語：Celia Sánchez Manduley；1920年5月9日—1980年1月11日）是一位古巴革命家、政治家、研究员和档案管理者。她是古巴革命的关键人物之一，也是菲德尔·卡斯特罗的亲密同事。